# Hexasíl·lab
L'hexasíl·lab és un vers d'art menor de sis síl·labes mètriques, bastant usat en català en composicions independents i també en combinació amb altres versos de nombre parell de síl·labes, com seria el cas de Lo pi de Formentor de Miquel Costa i Llobera. També la combinació de dos hexasíl·labs pot donar un alexandrí. Va ser usat a la poesia trobadoresca.

## Exemple
"Passen edats i vides
ab moviment subtil,
les unes nos segueixen
a les altres seguim".
Francesc Fontanella (Lo Desengany)